# Comuna de Rudniki
Rudniki (polaco: Gmina Rudniki) é uma gminy (comuna) na Polónia, na voivodia de Opole e no condado de Oleski. A sede do condado é a cidade de Rudniki.
De acordo com os censos de 2006, a comuna tem 8547 habitantes, com uma densidade 85,0 hab/km².

## Área
Estende-se por uma área de 100,52 km², incluindo:
- área agricola: 89%
- área florestal: 4%

## Demografia
Dados de 30 de Junho de 2006:
|                      | Total   | Total | Mulheres | Mulheres | Homens  | Homens |
| -------------------- | ------- | ----- | -------- | -------- | ------- | ------ |
|                      | pessoas | %     | pessoas  | %        | pessoas | %      |
| População            | 8547    | 100   | 4388     | 51,3     | 4159    | 48,7   |
| Densidade (pop./km²) | 85,0    | 100   | 43,6     | 43,6     | 41,4    | 41,4   |

De acordo com dados de 2002, o rendimento médio per capita ascendia a 1378,14 zł.

## Subdivisões
- Bobrowa, Bugaj, Chwiły, Cieciułów, Dalachów, Faustianka, Janinów, Jaworek, Jaworzno, Jelonki, Julianpol, Kuźnica, Łazy, Mirowszczyzna, Młyny, Mostki, Odcinek, Porąbki, Rudniki, Słowików, Żytniów.

## Comunas vizinhas
- Krzepice, Lipie, Pątnów, Praszka, Radłów